# Яворово-Клудзь
Яворово-Клудзь (пол. Jaworowo-Kłódź) — село в Польщі, у гміні Завідз Серпецького повіту Мазовецького воєводства.
Населення — 132 особи (2011).
У 1975-1998 роках село належало до Плоцького воєводства.

## Демографія
Демографічна структура станом на 31 березня 2011 року:
|          | Загалом | Допрацездатний вік | Працездатний вік | Постпрацездатний вік |
| -------- | ------- | ------------------ | ---------------- | -------------------- |
| Чоловіки | 74      | 13                 | 54               | 7                    |
| Жінки    | 58      | 12                 | 34               | 12                   |
| Разом    | 132     | 25                 | 88               | 19                   |